# Étienne Maurice Gérard
Il conte Étienne Maurice Gérard (Damvillers, 4 aprile 1773 – Parigi, 17 aprile 1852) è stato un generale francese, pari di Francia, maresciallo di Francia dal 1830.

## Biografia
Figlio di Jean Gérard (1739-1801), balivo reale ed uditore della prevostura reale di Damvillers e Marville, quindi commerciante a Damvillers, e di Marie-Jeanne Saint-Rémy, Étienne Maurice Gérard partecipò a tutte le campagne del Primo Impero, e salì tutti i gradi della carriera militare.

### Guerre rivoluzionarie
Arruolato a diciott'anni, l'11 ottobre 1791, nel 2º Battaglione volontari della Mosa, nominato granatiere un anno più tardi, ricevette il battesimo del fuoco nel 1792 nelle Argonne, agli ordini di Dumouriez, prima di prendere parte alla battaglia di Jemmapes (6 novembre) ed essere nominato sergente maggiore (16 dicembre), quindi sottotenente alcuni giorni dopo, e tenente un anno più tardi (30 dicembre 1793). Nel frattempo combatté a Neerwinden (18 marzo 1793).
L'anno successivo, nell'aprile 1794, Gérard fu assegnato alla 71ª Demi-brigade comandata da Bernadotte e facente parte dell'Armata del Nord, con cui passà la Sambre (12 giugno), combatté a Fleurus (16 giugno), partecipò alla presa di Charleroi (25 giugno), prima di combattere nuovamente a Fleurus (26 giugno).
Alla fine del 1794 seguì Bernadotte nella neoformata Armata di Sambre-et-Meuse, agli ordini di Jean-Baptiste Jourdan. Si distinse nel passaggio della Roer a Aldhoven (2 ottobre 1794): l'azione fu elogiata da Bernadotte, che lo volle nel suo Stato Maggiore. Nel
1796 partecipò a tutti i combattimenti nei quali l'armata si impegnò sulla riva sinistra del Reno tentando, senza successo durevole, di effettuare una puntata in territorio tedesco. Il 22 agosto 1796 prese parte alla battaglia di Teining.
Nominato capitano il 20 aprile 1797, divenne aiutante di campo di Bernadotte e lo seguì nel gennaio 1798 nella sua ambasciata a Vienna. Nella capitale austriaca dimostrò notevole decisione e coraggio per reprimere una dimostrazione contro l'ambasciata di Francia che aveva innalzato un tricolore al proprio balcone, e salvò la vita dell'ambasciatore. Fu promosso successivamente e colonnello (1800).

### Sotto il Primo Impero
Avendo un decreto del 1801 disposto che i generali di divisione non potevano avere aiutanti di campo di grado superiore a quello di chef d'escadrons, Gérard dovette lasciare la propria funzione presso Bernadotte e restò inattivo sino al 20 agosto 1805, data in cui un decreto imperiale lo nominò vicecomandante e primo aiutante di campo di Bernadotte, nel frattempo elevato alla dignità di Maresciallo dell'Impero.
Fu ferito ad Austerlitz (1805) mentre caricava brillantemente alla testa dei suoi squadroni contro la Guardia imperiale russa. Fu promosso generale di brigata il 13 novembre 1806 dopo aver mostrato grande ardimento alla battaglia di Halle. A Jena caricò la cavalleria prussiana alla testa del 4º Reggimento Ussari facendo un gran numero di prigionieri. Si segnalò ugualmente, come capo di Stato Maggiore del IX Corpo d'armata comandato da Bernadotte, a Erfurt e a Wagram, dove, alla testa della cavalleria sassone, contribuì in maniera significativa alla vittoria francese. Poco dopo Napoleone I lo creò barone dell'Impero (15 agosto 1809).
L'anno seguente rifiutò di seguire Bernadotte in Svezia e fu destinato alla Armata di Spagna, dove si distinse alla battaglia di Fuentes de Oñoro
(5 maggio 1811). Fu in Portogallo nel 1810 con Drouet d'Erlon e non ritornò alla Grande Armée che nel 1812.
Fu quindi inviato all'Armata d'Italia in qualità di comandante della 10ª Brigata di cavalleria leggera, il 25 dicembre 1811.
Quando fu decisa la campagna di Russia, passò al I Corpo d'armata della Grande Armée e contribuì alla presa di Smolensk (17 agosto 1812) dove prese il posto del generale Gudin, mortalmente ferito, alla testa della propria divisione.
Il 23 settembre 1812, poco dopo la battaglia di Borodino dove si era un'altra volta distinto, Gérard fu nominato generale di divisione e ricevette il comando della 3ª Divisione del I Corpo d'armata della Grande Armée. Entrò a Mosca prima di partecipare alla disastrosa ritirata agli ordini del maresciallo Ney e del principe Eugenio.
Alla Beresina Gérard era comandante in seconda, agli ordini di Ney, del corpo d'armata formato per proteggere i resti dispersi dell'esercito. Comandò quindi la retroguardia, composta da 12.000 napoletani e da tre battaglioni di coscritti. Giunse a Francoforte sull'Oder senza aver subito perdite eccessive, ma il destino delle sue truppe, praticamente isolate, sembrava segnato: i dintorni di Francoforte erano stati inondati dai russi, la popolazione era in piena rivolta contro i francesi, lo zar Alessandro vi si trovava personalmente alla testa di forze considerevoli, e gli ordinò, tramite aiutanti di campo, di abbandonare la città. Gérard rispose fieramente che non avrebbe mai evacuato la città, e manovrò con tale abilità che tre giorni dopo era in ordinata ritirata sull'Elba.
Fu creato conte dell'Impero per decreto imperiale il 21 gennaio 1813.
Il 7 marzo ricevette il comando dell'XI Corpo d'armata nella campagna di Sassonia. Si mise in luce agli ordini di Macdonald a Lützen e a Bautzen.
Guarito da una ferita ricevuta qualche giorno dopo, Gérard riprese il comando della sua divisione, fino a che l'armistizio di Plesowitz fu infranto. Alla battaglia di Goldberg ripeté l'impresa di Bautzen, agli ordini di Lauriston che teneva il comando in assenza di Macdonald.
Si segnalò all'attacco di Nieder-Au dove forzò le divisioni di Federico Augusto di Hannover e del duca del Meclemburgo a ripassare la Katzbach. Alla seguente battaglia del Katzbach, Gérard, sebbene ferito ad una coscia, non lasciò il campo.
Alla seconda giornata della battaglia di Lipsia (18 ottobre 1813), ricevette alla testa una ferita più grave, che lo costrinse a cedere il comando.
Riuscì tuttavia a ristabilirsi in tempo per prendere parte alla Campagna dei sei giorni nel 1814. Fu nominato comandante del corpo d'armata di riserva di Parigi, composto unicamente da coscritti. Combatté a Brienne. Alla battaglia di La Rothière ebbe il comando dell'ala destra, e malgrado i veementi attacchi di un nemico superiore in numero, seppe conservare tutte le posizioni e non abbandonò che a mezzanotte, e per ordine formale dell'Imperatore, la difesa del ponte di Dienville.
Contribuì alle due vittorie di Saint-Dizier; prima di lasciare Parigi Napoleone gli affidò il comando dei corpi d'armata delle divisioni di riserva destinate ad operare nelle pianure della Champagne. Arrestò la marcia dei generali Giulay e Colloredo come capo dell'ala destra della Grande Armée e contribuì anche alle vittorie nella battaglia di Mormant e nella battaglia di Montereau, dove sostituì il maresciallo Victor.
Il 22 febbraio, alla testa del II Corpo d'armata mise in fuga l'avanguardia nemica comandata da Platov e, due giorni più tardi, forzò la Divisione Hardegg a battere in ritirata inseguendola sino oltre Bar.
Favorevole alla deposizione di Napoleone nel maggio 1814, fu incaricato di riportare in Francia la guarnigione di Amburgo. Come attestato di stima, Luigi XVIII lo fece cavaliere dell'Ordine reale e militare di San Luigi (1º giugno 1814) e gran croce della Legion d'onore (29 luglio 1814). Poco tempo dopo fu nominato ispettore generale della 5ª Divisione militare e designato al comando del campo di Belfort.
Il 22 marzo 1815 Gérard divenne ispettore generale di fanteria in Alsazia; da Strasburgo, dove si trovava in ispezione, seppe del ritorno di Napoleone, e ricevette il comando dell'Armata della Mosella, che divenne IV Corpo d'armata.
Fu elevato alla dignità di Pari di Francia il 2 giugno 1815. Consegnando le nuove insegne imperiali alle sue truppe, disse: «Soldati, ecco le nuove aquile che l'Imperatore affida al vostro valore; quelle di Austerlitz portano quindici anni di vittorie; a voi il compito di dare nuove prove di coraggio: il nemico è di fronte a voi!».
Ricevette all'inizio di giugno l'ordine di portarsi a marce forzate sulla frontiera settentrionale. Alla testa del suo corpo d'armata attraversò la Sambre e le sue truppe si comportarono eroicamente alla battaglia di Ligny, dove il successo fu il risultato delle abili disposizioni di Gérard unite all'ardimento suo e delle sue truppe.
Il 18 stava dirigendosi in direzione di Wavre quando si udirono colpi di cannone dalla parte della foresta di Soignes. I comandanti di corpo d'armata vennero riuniti a consiglio: Gérard sosteneva che, seguendo i principi generali della guerra, ci si dirigesse verso i cannoni, passando la Dyle. Grouchy si oppose all'idea, in base a ordini diversi dell'Imperatore. Tale movimento avrebbe forse potuto cambiare il risultato della battaglia di Waterloo.
Prima della fine della giornata Gérard fu ferito per la quinta volta: una palla dell'avanguardia di Blücher lo colpì al torace mentre, alla testa della fanteria, attaccava il villaggio di Bierges. Volle nondimeno rimanere vicino alle truppe e si fece trasportare al di là della Loira.

### Sotto la Seconda Restaurazione
Dopo la capitolazione di Parigi, il maresciallo Davout designò i generali Kellermann, Gérard e Haxo per trattare, a nome dell'esercito, con il nuovo governo. Esaurito il compito, Gérard fu messo a riposo nel settembre 1815 e si ritirò a Bruxelles, dove sposò (10 agosto 1816), Louise Rose Aimé de Timbrune-Thiembronne de Valence, seconda figlia del generale de Thiembronne e di Edmée Nicole Pulchérie Brûlart de Genlis, figlia della contessa de Genlis. La coppia ebbe tre figli:
- Georges Cyrus Gérard (1818-1841), diplomatico, segretario d'ambasciata a Costantinopoli
- Louis Maurice Fortuné Gérard (1819-1880), colonnello di cavalleria, ufficiale della Legion d'onore, morto senza sposarsi. Ebbe una relazione con Sylvie Perruche, da cui nacque la poetessa Rosemonde Gérard
- Nicole Etiennette Félicité Gérard (1822-1845) che sposò Laurent Arnulf Olivier Desmier, conte d'Archiac, senza discendenza.

Rientrò in Francia nel 1817 e si insediò al castello di Villers-Saint-Paul (Oise), acquistato nel giugno 1817.
Il 28 gennaio 1822 fu eletto deputato del I arrondissement della Senna in sostituzione di Étienne-Denis Pasquier, elevato alla Parìa, e fu rieletto per il medesimo arrondissement il 9 maggio seguente. Sedette nei banchi dell'opposizione liberale, firmando la petizione contro l'espulsione di Manuel, e non fu rieletto nel 1824. Il 17 novembre 1827 andò nuovamente alla Camera in rappresentanza del III arrondissement della Dordogna (Bergerac) e, lo stesso giorno, fu eletto nel III arrondissement dell'Oise (Clermont). Alla Camera prese costantemente la difesa degli ex soldati imperiali, rispediti sui due piedi alle loro case e caduti, molti, nella miseria. Fu rieletto il 23 giugno 1830 nell'arrondissement di Clermont.

### Sotto la Monarchia di Luglio
Durante la Rivoluzione di luglio sostenne attivamente la causa del duca d'Orléans. Fu uno dei primi firmatari della protesta contro le ordinanze di Saint-Cloud e fu nominato ministro della Guerra dalla Commissione municipale provvisoria che si incaricò di amministrare la capitale di fronte alla mancanza di autorità civili e militari.
Luigi Filippo lo confermò nella funzione nel novero del primo governo del nuovo regime, e lo elevò alla dignità di maresciallo di Francia il 17 agosto 1830. Gérard aveva già ottenuto, il 1º agosto, che si ristabilissero i colori nazionali; l'11 agosto sciolse la Guardia Reale e quella di Carlo X, e il 16 agosto ordinò la ricostituzione della Guardia municipale; il 27 agosto firmò lo scioglimento del Consiglio superiore di guerra.
Conservò il portafoglio della Guerra nel governo presieduto da Laffitte fino al 17 novembre 1830, data in cui, giudicato troppo interventista riguardo al Belgio, lasciò il governo, ufficialmente per ragioni di salute. Fu rieletto deputato il 21 ottobre 1830.
Nel gennaio 1831 fu nominato al Conseil général dell'Oise e, il 5 luglio, eletto deputato per il collegio di Senlis. Alla Camera dei deputati votò coi conservatori.
A causa del Belgio aveva dovuto lasciare il governo, proprio il Belgio gli offrì, nel 1832, l'ultima grande vittoria militare. Il maresciallo Gérard fu chiamato, il 4 agosto, al comando dell'Armata del Nord. Dopo una campagna di tredici giorni, costrinse gli olandesi ad evacuare le loro posizioni in Belgio ad eccezione della cittadella di Anversa. Di ritorno in Belgio il 15 novembre 1832, mise l'assedio ad Anversa, che capitolò il 23 dicembre; ciò gli valse da parte dei belgi una spada d'onore in pegno di riconoscenza. L'11 febbraio 1833 fu nominato pari di Francia.
Il 18 luglio 1834, avendo Guizot e Thiers ottenute le dimissioni del maresciallo Soult, Gérard fu chiamato a primo ministro reggendo anche il Ministero della Guerra. Ancora circondato della gloria della spedizione belga, il profilo del nuovo governo era simile a quello dei suoi predecessori, le "spade illustri", ma se ne distingueva per la vicinanza al "terzo partito". Avendo accettato l'incarico per l'insistenza di Thiers, il maresciallo non mostrava molta inclinazione alla direzione del governo, nella quale temeva di mettere in gioco la propria popolarità. Modesto oratore, il che costituiva un limite in un regime in cui i giochi parlamentari erano essenziali, Gérard si rivelò «un uomo difficile da manovrare, ansioso di imprimere il proprio marchio su ministri che non [volevano] lasciargli alcun margine di manovra».
Come ministro della Guerra, la sua amministrazione vide la creazione degli spahi in Algeria, e l'organizzazione di speciali commissioni d'arma. Come presidente del consiglio tentò, senza successo, d'imporre l'amnistia reclamata dal "terzo partito" e dovette dare le dimissioni davanti al rifiuto di Luigi Filippo, Guizot e Thiers (19 ottobre 1834).
Fu nominato gran cancelliere della Legion d'onore al posto del maresciallo Mortier, vittima dell'attentato di Fieschi il 28 luglio 1835. Abbandonò la funzione l'11 dicembre 1838 per rimpiazzare il maresciallo Mouton come comandante in capo della Guardia nazionale. L'indebolirsi della vista lo costrinse ad abbandonare l'incarico e, il 21 ottobre
1842, ridivenne gran cancelliere della Legion d'onore, posto che gli fu revocato dal governo provvisorio nel febbraio 1848.
Fu nominato senatore del Secondo Impero il 26 gennaio 1852 e morì qualche mese dopo. Il suo corpo, con quelli della moglie e dei tre figli, sono inumati in una cripta della chiesa di Nogent-sur-Oise.

## Stato di servizio

### Gradi e destinazioni

#### Durante la Rivoluzione francese
- 11 ottobre 1791: volontario al 2º Battaglione della Mosa
- 16 dicembre 1792: sergente maggiore
- 21 dicembre 1792: sottotenente
- 30 dicembre 1793: tenente

#### Durante il Direttorio
- 20 aprile 1794: capitano alla 30ª Demi-brigade di linea
- 5 febbraio 1797: aiutante di campo del generale Bernadotte
- 13 febbraio 1799: capitano al seguito della cavalleria leggera
- 4 aprile 1799: vice dell'aiutante-generale Villatte
- 13 luglio 1799: chef d'escadron
- 24 agosto 1799: assegnato al 9º Reggimento Ussari

#### Durante il Consolato
- 26 ottobre 1800: comandante di brigata
- 24 settembre 1803: messo a riposo

#### Durante il Primo Impero
- 20 agosto 1805: vice comandante, primo aiutante di campo del maresciallo Bernadotte
- 13 novembre 1806: generale di brigata
- 31 dicembre 1806: comandante di una brigata (Divisione Desjardins) al VII Corpo d'armata della Grande Armée
- 15 marzo 1807: 3ª Divisione del I Corpo d'armata della Grande Armée
- 23 agosto 1807: capo di Stato Maggiore Chef d'état-major du maréchal Bernadotte à Hambourg
- 26 luglio 1810: destinato all'Armata di Spagna
- 19 ottobre 1810: destinato al IX Corpo d'armata
- 1º ottobre 1811: a disposizione
- 25 dicembre 1811: comandante della 10ª Brigata di cavalleria leggera nell'Armata d'Italia
- 14 marzo 1812: destinato I Corpo d'armata della Grande Armée
- settembre 1812: comandante provvisorio della 3ª Divisione del I Corpo d'armata della Grande Armée
- 23 settembre 1812: generale di divisione
- 7 marzo 1813: comandante della 31ª Divisione di fanteria del corpo d'osservazione dell'Elba
- 14 maggio 1813: comandante della 35ª Divisione di fanteria dell'XI Corpo d'armata della Grande Armée
- 29 dicembre 1813: comandante della divisione di riserva di Parigi
- 9 gennaio 1814: comandante delle divisioni di riserva di Parigi
- marzo 1814: II Corpo d'armata
- 2 settembre 1814: a riposo retribuito

#### Durante i Cento Giorni
- marzo 1815: 5ª Divisione militare
- 31 marzo 1815: comandante in capo dell'Armata della Mosella diventata IV Corpo d'armata d'osservazione e comandante superiore della III e IV Divisione militare

#### Durante la Restaurazione
- settembre 1815: a riposo dopo lo scioglimento dell'esercito
- 30 dicembre 1818: a disposizione nei quadri dello Stato Maggiore generale

#### Durante la Monarchia di Luglio
- 11 agosto 1830: ministro della Guerra
- 17 agosto 1830: maresciallo di Francia
- 17 novembre 1830: senza incarico
- 4 agosto 1831: comandante in capo dell'Armata del Nord
- 18 luglio 1834: ministro della Guerra
- 4 febbraio 1836: gran cancelliere della Legion d'onore
- 11 dicembre 1838: comandante in capo della Guardia nazionale del dipartimento della Senna
- 21 ottobre 1842 - febbraio 1848: gran cancelliere della Legion d'onore

### Campagne
- 1792-1806: Germania, Italia, Armata dell'Ovest
- 1806-1808: Grande Armée
- 1809-1810: Germania
- 1810-1811: Spagna
- 1812-1813: Grande Armée
- 1814-1815: Francia
- 1831-1832: Belgio

### Decorazioni
- Francesi:
  - Legion d'onore
    - 25.03.1804: cavaliere
    - 14.06.1804: ufficiale
    - 27.01.1806: commendatore
    - 18.12.1813: grand'ufficiale
    - 29.07.1814: gran croce

  - Cavaliere dell'Ordine reale e militare di San Luigi (1º giugno 1814)
- Straniere:
  - Cavaliere del merito militare di Baviera (6 aprile 1806)
  - Cavaliere dell'Ordine di Danebrog di Danimarca (25 novembre 1808)
  - Gran croce dell'Ordine della Réunion (3 aprile 1813)
  - Gran croce dell'Ordine della Spada di Svezia (30 aprile 1814)
  - Gran croce dell'Ordine di Leopoldo del Belgio (19 novembre 1832)
  - Commendatore dell'Ordine dei Serafini di Svezia e dell'Ordine del Re (9 dicembre 1836)